# Sung Ji-hyun
Sung Ji-hyun (in hangŭl: 성지현; Seul, 29 luglio 1991) è una giocatrice di badminton sudcoreana.

## Palmarès

### Mondiali
- 1 medaglia:
  - 1 bronzo (Giacarta 2015 nel singolo)

### Giochi asiatici
- 2 medaglie:
  - 1 argento (Incheon 2014 a squadre)
  - 1 bronzo (Canton 2010 a squadre)

### Sudirman Cup
- 4 medaglie:
  - 1 oro (Gold Coast 2017)
  - 1 argento (Kuala Lumpur 2013)
  - 2 bronzi (Qingdao 2011; Dongguan 2015)

### Uber Cup
- 5 medaglie:
  - 1 oro (Kuala Lumpur 2010)
  - 2 argenti (Wuhan 2012; Kunshan 2016)
  - 2 bronzi (New Delhi 2014; Bangkok 2018)

### Universiadi
- 4 medaglie:
  - 4 ori (Kazan 2013 a squadre miste; Kazan 2013 nel singolo; Gwangju 2015 a squadre miste; Gwangju 2015 nel singolo)